# He-Man (personaje)
He-Man es un personaje de ficción dentro del universo Masters of The Universe. Pertenece al universo DC Comics desde que esta compró al personaje. En la mayoría de las variaciones, es el alter ego del Príncipe Adam de la Casa de Randor. He-Man, sus amigos y también algunas veces con la colaboración de su hermana She-Ra quien vive en otro planeta, ambos tratan de defender el reino de Eternia y los secretos del Castillo de Grayskull de las fuerzas de Skeletor, como también de Hordak.

## Origen
Su primer prototipo fue concebido por el diseñador de juguetes Mark Taylor quien lo imaginó como una mezcla de un hombre de Cro-Magnon y un vikingo y cuyo nombre original era ToraK.
Roger Sweet, diseñador de Mattel, le da al personaje su aspecto definitivo, que se plasmará en la línea de juguetes y cómics.
En 1983 la artista Carol Lundberg le dio su aspecto definitivo para la serie de dibujos animados de Filmation He-Man and the Masters of the Universe.

## Habilidades
Cuenta con una fuerza sobrehumana que deriva de los poderes mágicos en el Castillo Grayskull. Cada vez que el príncipe Adam tiene la Espada del Poder en alto y proclama: "¡Por el poder de Grayskull! ¡Yo tengo el poder!", está dotado con fabulosos poderes secretos y se transforma en He-Man, "el hombre más poderoso del Universo".
El alcance de su fuerza es desconocido, pero en una ocasión fue capaz de levantar el Castillo Grayskull y lanzarlo a través de una puerta dimensional. He-Man también ha demostrado su fuerza levantando montañas y lanzándolas hacia un objetivo determinado. En el episodio "She-Demon of Phantos", demostró ser la única persona capaz de romper Photanium (indicada por Man-At-Arms como el metal más fuerte del universo), en los cómics, se mostró capaz de ir de uno a uno contra Superman (aunque es el Superman del arco recurrente de DC comics conocido como Nuevo 52 y He-Man en ese entonces era la versión pre Filmation donde no contaba con el nivel de fuerza posterior). 
He-Man es un personaje en gran parte no violento, utilizando la fuerza como último recurso. Usa con frecuencia su intelecto y prefiere ser más astuto que sus adversarios; la mayoría de las acciones violentas normalmente consistían en romper objetos. De acuerdo con las normas de emisión de 1983 de la serie Filmation, He-Man no podía usar su espada como arma ofensiva, golpear o patear a nadie. Sólo se le permitió destruir a los enemigos robóticos.

## Muerte
En diciembre de 2016 se conoció que el famoso personaje animado fue asesinado por Skeletor, en las viñetas de DC Comic. Según se supo, al tomar la espada de poder, le quitó a He-Man el poder de Grayskull y  fue asesinado por el villano esqueletoso, quien dejó descubiertas las heridas que Mumm-Ra le ocasionó.

## Resurrección
Tras la caída de He-Man, León-O ve toda esperanza perdida, ya que Skeletor y Mumm-Ra ven despejado su plan de dominar Eternia.
Es por ello que el líder de los Thundercats regresa al Tercer Planeta junto al féretro en el que yace Adam. Su idea: Lograr que el poder oculto de la pirámide de Mumm-Ra sea suficiente para revivirlo.
Si bien la acción era bien intencionada, no se podía esperar que en la guarida de un villano, repleta de espíritus malignos, las cosas salieran bien. Es así como el defensor de Grayskull es poseído durante su resurrección, y termina por desatar el combate frente al Señor de los Thundercats.
La lucha tiene resolución durante el mismo número, pero como es habitual, los héroes solo se enfrentan entre sí antes de un conflicto mayor.

## Apariciones en medios
- Masters of the Universe: línea de figuras de acción (1982-1987).
- He-Man and the Masters of the Universe: serie de televisión (1983-1985).
- Masters of the Universe: película de 1987.
- Las nuevas aventuras de He-Man. serie de televisión (1990).
- He-Man and the Masters of the Universe (2002): serie de televisión (2002-2004).
- Masters of the Universe Classics: línea de figuras de acción (2008).
- He-Man and the Masters of the Universe (2012): serie de cómics de DC.
- Chip 'n Dale: Rescue Rangers: película de 2022.